# Cymodoce radiata
Cymodoce radiata är en kräftdjursart som beskrevs av Barnard 1957. Cymodoce radiata ingår i släktet Cymodoce och familjen klotkräftor. Inga underarter finns listade i Catalogue of Life.